# Neopromachus strumosus
Neopromachus strumosus är en insektsart. Neopromachus strumosus ingår i släktet Neopromachus och familjen Phasmatidae.

## Underarter
Arten delas in i följande underarter:
- N. s. strumosus
- N. s. modestus